# Magyarország a nemzetközi szervezetekben
Ez a szócikk Magyarország (mint állam) nemzetközi szervezeti tagságait sorolja fel. A táblázat a fejléc nyilacskáira kattintva rendezhető.

## Jelenlegi tagságok
| A szervezet neve                                  | Rövidítés | Tagság kezdete     | Jelleg              | Forrás |
| ------------------------------------------------- | --------- | ------------------ | ------------------- | ------ |
| Egyesült Nemzetek Szervezete                      | ENSZ      | 1955. december 14. | politikai           | [ 1 ]  |
| Európai Unió                                      | EU        | 2004. május 1.     | politikai-gazdasági |        |
| Észak-atlanti Szerződés Szervezete                | NATO      | 1999. március 12.  | politikai-katonai   | [ 2 ]  |
| Gazdasági Együttműködési és Fejlesztési Szervezet | OECD      | 1996               | gazdasági           | [ 3 ]  |
| Európai Biztonsági és Együttműködési Szervezet    | EBESZ     | 1975. augusztus 1. | politikai           | [ 4 ]  |
| Európai Nukleáris Kutatási Szervezet              | CERN      | 1992               | tudományos          | [ 5 ]  |
| Duna Bizottság                                    |           |                    | gazdasági           | [ 6 ]  |
| Nemzetközi Valutaalap                             | IMF       | 1982               | gazdasági           | [ 7 ]  |
| Visegrádi együttműködés                           | V4        | 1991. február 15.  | politikai           | [ 8 ]  |
| Európai Gazdasági Térség                          |           | 2004               | gazdasági           | [ 9 ]  |
| Európa Tanács                                     |           | 1990. november 6.  | politikai           | [ 10 ] |
| Schengeni egyezmény (az Európai Unión belül)      |           | 2007. december 21. | közigazgatási       | [ 11 ] |
| Meteorológiai Világszervezet                      | WMO       | 1873               | tudományos          | [ 12 ] |
| Nemzetközi Fizetések Bankja                       | BIS       |                    | gazdasági           | [ 13 ] |
| Nemzetközi Atomenergia-ügynökség                  | IAEA      |                    |                     |        |
| Wassenaari egyezmény                              |           | 1996. május 12.    |                     | [ 14 ] |
| Európai Űrügynökség                               | ESA       | 2015. február 24.  | űrkutatási          |        |

## Megszűnt tagságok
Ebben a szakaszban a közelmúlt történelmében szerepet játszó szervezeteket listázzuk.
| A szervezet neve                              | Rövidítés | Tagság ideje                         | Jelleg    | Megszűnés oka     | Forrás |
| --------------------------------------------- | --------- | ------------------------------------ | --------- | ----------------- | ------ |
| Békepartnerség                                |           | 1994. február 8. – 1999. március 12. | politikai | Belépés a NATO-ba | [ 15 ] |
| Varsói Szerződés                              | VSZ       | 1955. május 14. – 1991. április 1.   | katonai   | Feloszlott        | [ 16 ] |
| Kölcsönös Gazdasági Segítség Tanácsa          | KGST      | 1949. január 25. – 1991. június 28.  | gazdasági | Feloszlott        | [ 17 ] |
| Közép-európai Szabadkereskedelmi Megállapodás | CEFTA     | 1992–2004                            | gazdasági | Belépés az EU-ba  | [ 18 ] |